# Рух «Свобода»
Рух «Свобода» (словен. Gibanje Svoboda, GS), раніше відома як Партія зелених дій (словен. Stranka zelenih dejanj, Z.DEJ) —  зелено-ліберальна політична партія в Словенії. 
Партія зелених дій була заснована Юре Лебеном, 
і її створення було оголошено у січні 2021 року на шоу «Studio City» 

Її установчий з'їзд відбувся в суботу, 8 травня 2021 
. 
Юре Лебена було обрано першим головою, а Грегора Ербежника заступником голови. 
На з'їзді партії були присутні 119 делегатів 
. 
Партія шукає баланс між промисловим прогресом та збереженням навколишнього середовища за допомогою природоохоронних заходів 
.
У січні 2022 року лідером партії обрано Роберта Голоба. 
Він перейменував партію на «Рух «Свобода». 
На виборах у квітні 2022 року партія «Рух «Свобода» посіла перше місце, набравши 34,54% голосів і здобувши 41 із 90 місць у парламенті 
.

## Політична орієнтація
Рух «Свобода» є соціал-ліберальною, зелено-ліберальною, прогресивною та про-європейською партією лівоцентриської орієнтації.
Основними цінностями партії є демократія, терпимість та повага. За словами Лебена, Словенія має увійти до 20 найконкурентоспроможніших країн світу за критеріями Всесвітнього економічного форуму 
.

## Результати виборів

### Державне зібрання
| Вибори | Партійний лідер | Результати | Результати | Результати | Результати | Альянс | Місце | Уряд     |
| Вибори | Партійний лідер | Голоси     | %          | Місць      | +/–        | Альянс | Місце | Уряд     |
| ------ | --------------- | ---------- | ---------- | ---------- | ---------- | ------ | ----- | -------- |
| 2022   | Роберт Голоб    | 403,663    | 34,54%     | 41 / 90    | –          | –      | 1st   | Коаліція |